# Hugues de Mâcon
Hugues de Mâcon ou de Vitry est un religieux cistercien du XIIe siècle, premier abbé de Pontigny (1114-1137) puis 53e évêque d'Auxerre (1137-1151).
Il a pris une part importante dans les événements de son temps.

## Biographie
Né  vers 1085, Hugues est originaire de Vitry-lès-Cluny (arrondissement de Mâcon, Saône-et-Loire). Clerc séculier, il est converti à la vie monastique par saint Bernard et entre avec lui à Cîteaux, probablement en 1113. 

### Abbé de Pontigny
Dès 1114, il est choisi par l'abbé Étienne Harding pour fonder la seconde abbaye-fille Cîteaux : l'abbaye de Pontigny, dont il devient le premier abbé.
Son amitié avec Bernard, le fondateur de Clairvaux, est attestée par leur intervention conjointe dans de nombreuses lettres adressées aux autorités ecclésiastiques et politiques de leur temps. Hugues a développé le temporel de son monastère en même temps que l'importance de sa communauté ; 8 abbayes-filles sont attribuées à son abbatiat.

### Évêque d'Auxerre
À la mi-août 1137, Hugues de Mâcon est élu à l'évêché d'Auxerre pour succéder à Hugues de Montaigu (1115- † 1136) ; il devient ainsi le premier évêque tiré de l'ordre cistercien. Ceci crée des liens particuliers avec Eugène III, pape de 1145 à 1153 et lui aussi le premier pape issu de cet ordre. En 1145 quand Eugène III est élu, les romains ne le reconnaissent pas comme leur seigneur ; Hugues de Mâcon va alors jusqu'à Rome pour essayer de convaincre les romains d'accepter Eugène. Et quand Eugène III doit malgré tout s'exiler en France, il est à Auxerre en octobre 1147.
Son biographe anonyme insiste sur sa patience et son sens de la justice.

Aux côtés de Gosselin évêque de Soissons, de l'abbé Suger et de saint Bernard, il sert de médiateur fin 1143 ou début 1144 entre le roi Louis le Jeune et Thibaut II comte de Champagne, et une autre année entre le roi et Algrin archidiacre d'Orléans.
Il établit un frère convers à la tête de sa maison pour recevoir des hôtes, en particulier ceux de son Ordre[réf. souhaitée]. 
Son adhésion à la réforme grégorienne lui fait soutenir non seulement les cisterciens, mais aussi les prémontrés qu'il installe sur la demande d'Ithier à l'abbaye Saint-Marien d'Auxerre en 1138. Fort satisfait de la ferveur de ces chanoines réguliers, il est particulièrement généreux envers leur établissement ; il leur donne l'église de Notre-Dame-Hors-des-Murs et rattache à leur chapitre une prébende de la cathédrale. Il leur donne aussi l'église Saint-Martin, située un peu plus bas que leur monastère de Saint-Marien, l'église de Saint-Salve au bout du bois de Tul ou Tuau, un moulin sur le ruisseau de Baulche, et achète pour eux de ses propres deniers la terre de la grange du Boichet ou du Bouchet. Il porte jugement en leur faveur en 1151 quand ils s'opposent à Heldred ou Heldric, seigneur de Vincelles, concernant les dîmes du village. Il organise et ratifie la donation par le comte Guillaume à ces religieux d'un lieu nommé "La Chapelle" et d'un étang dit "les Vieux-Prez", et est témoin en 1149 de la donation par Gertrude épouse d'Herbert le Gros, de la vigne située entre l'église Saint-Martin et celle de Saint-Marien.
En 1143 il donne à Saint-Père, dont Duran est le prieur, l'église de Saint-Pèlerin et une maison attenante.
Deux papes successifs lui écrivent pour recommander les biens temporels de l'abbaye de Reigny. Innocent II ordonne à Hugues de Mâcon, à Geoffroy évêque de Langres et à Humbert évêque d'Autun, de s'assurer qu'aucun clerc, moine ou laïc n'exige la dîme des terres que les moines de Reigny cultivent de leurs propres mains ou à leurs frais.
Il assiste au concile de Sens de 1140 qui traite de l'affaire de Pierre Abélard, et son nom est avec ceux de cinq autres prélats signataire d'une lettre sur ce sujet adressée au pape Innocent II.
 
Lors du concile de Reims de 1148, il est nommé porte-parole et premier des trois commissaires chargés de présenter à Eugène III le symbole de foi que tous les évêques ont établi contre les erreurs de Gilbert de la Porrée.

### Décès
Il meurt à Pontigny le 10 ou 11 octobre 1151, et est inhumé le 12 octobre dans l'église de l'abbaye. Le tombeau est ouvert en 1567 par les huguenots, qui brûlent son corps encore presque intact et revêtu des habits épiscopaux, pensant que c'est celui de saint Edme.
Il lègue aux chanoines de Saint-Étienne l'église de Lindry.